# Hvert minut
Hvert minut är en sång skriven av Jan Lysdahl och Søren Poppe, och ursprungligen spelades in av Søren Poppe och släpptes år 2002.

## Emilia Rydbergs inspelning
Pär Lönn och Emilia Rydberg skrev en text på svenska, vid namn "Var minut". Med denna text spelades sången in av Emilia Rydberg, som släppte den som singel år 2006 och dessutom spelade in den på skivalbumet Små ord av kärlek från 2007.

### Låtlista
1. Var minut
2. Var minut (R&B)
3. Efter festen

### Listplaceringar
| Lista (2006–2007) | Topplacering                |   |
| ----------------- | --------------------------- | - |
| Sverige           | Sverige (Sverigetopplistan) | 2 |